# Breon
Der Breon (auch Bréon geschrieben) ist ein Fluss in Frankreich, der im Département Seine-et-Marne in der Region Île-de-France verläuft. Er entspringt im Waldgebiet Forêt domaniale de Crécy, im Gemeindegebiet von Lumigny-Nesles-Ormeaux, entwässert trotz einiger Richtungsänderungen generell Richtung Südwest durch die Landschaft Brie und mündet nach rund 22 Kilometern im Gemeindegebiet von Chaumes-en-Brie als rechter Nebenfluss in die Yerres.

## Orte am Fluss
(Reihenfolge in Fließrichtung)
- Lumigny-Nesles-Ormeaux
- Crèvecœur-en-Brie
- La Houssaye-en-Brie
- Marles-en-Brie
- Fontenay-Trésigny
- Forest, Gemeinde Chaumes-en-Brie